# Alfred-Teves-Schule
Die Alfred-Teves-Schule war eine nach Alfred Teves benannte Grund- und Hauptschule in Gifhorn im östlichen Niedersachsen und befand sich in Trägerschaft der Stadt.
Die Alfred-Teves-Schule ist seit Juni 2010 geschlossen.

## Geschichtliche Entwicklung
Mit der Ansiedlung des Teves-Werkes in der Gifhorner Südstadt im Jahre 1951 strömten in den Nachkriegsjahren viele Menschen aus den Ostgebieten in den Raum Gifhorn-Wolfsburg. Am 1. September 1952 wurde der Schulbezirk VI (heutige Steinschule) in einen nördlichen und einen südlich der Bahnlinie liegenden Schulbezirk geteilt und damit die Volksschule II gegründet. Da ein Schulgebäude noch nicht vorhanden war, mussten die 627 Schüler der Volksschule II zunächst zwei Jahre lang in der Rotbaracke, dem ehemaligen AD-Lager (Reichsarbeitsdienst) an der Braunschweiger Straße, teilweise auch noch in Räumen der heutigen Freiherr-vom-Stein-Schule, unterrichtet werden. Der Schulbau wurde mit großer Unterstützung der Firma Teves in mehreren Bauabschnitten verwirklicht. Am 3. Mai 1954 fand die Einweihung der VII bzw. Volksschule Süd, wie sie auch genannt wurde, statt. Im Schuljahr 1955/56 wurden in zwölf Räumen 15 Klassen unterrichtet, sechs Klassen waren in der „Waldschule“ auf dem heutigen Realschul-Gelände untergebracht.
1958 wurde die Schule nach Alfred Teves benannt. Das Teveswerk, dessen Ansiedlung der erste Rektor und spätere Gifhorner Bürgermeister Wilhelm Thomas mit vorangetrieben hatte, spendete für einen weiteren Ausbau der Schule 100.000 Mark (etwa 280.000 Euro).
Im Jahr 2008 wurden an der Alfred-Teves-Schule etwa 280 Schüler in Grund- und Hauptschule unterrichtet.

## Schließung der Alfred-Teves-Schule
Aufgrund mutmaßlich sinkender Schülerzahlen wurde die Schule zum 1. August 2010 geschlossen.
In der Diskussion um die Schließung einer der drei Grund- und Hauptschulen in Gifhorn wurde die Alfred-Teves-Schule zuletzt aufgrund der besseren räumlichen Voraussetzungen vom Stadtrat favorisiert. Kritiker merken an, dass es sich hier um eine Entscheidung aus rein kaufmännischen Interessen handelt und die gute pädagogische Arbeit sowie die zentrale Stellung der Schule im Einzugsgebiet zukünftiger Grundschüler aus Gifhorn-Süd unbeachtet bleibt. Längerfristig ist aus Sicht der Kritiker, welche den entsprechenden aktuellen Empfehlungen des Niedersächsischen Kultusministeriums folgen, eine Sicherung des Schulstandortes und u. a. der damit verbundene Unterricht in Klassen mit geringeren Schülerzahlen die bessere Lösung. Eine endgültige politische Entscheidung zur definitiven Schließung wurde am 2. Juli 2007 gefällt. Mit einer Gegenstimme hat der Rat der Stadt Gifhorn beschlossen, die Alfred-Teves-Schule zu schließen. Trotz sinkender Schülerzahlen wurden im September 2007 drei komplette erste Klassen eingeschult.
Am 15. November 2009 votierte der Schulausschuss der Stadt Gifhorn einstimmig für einen Umzug der Fritz-Reuter-Realschule in das bis zu diesem Zeitpunkt sanierte Gebäude zum 1. August 2011.